# Winthrop G. Brown

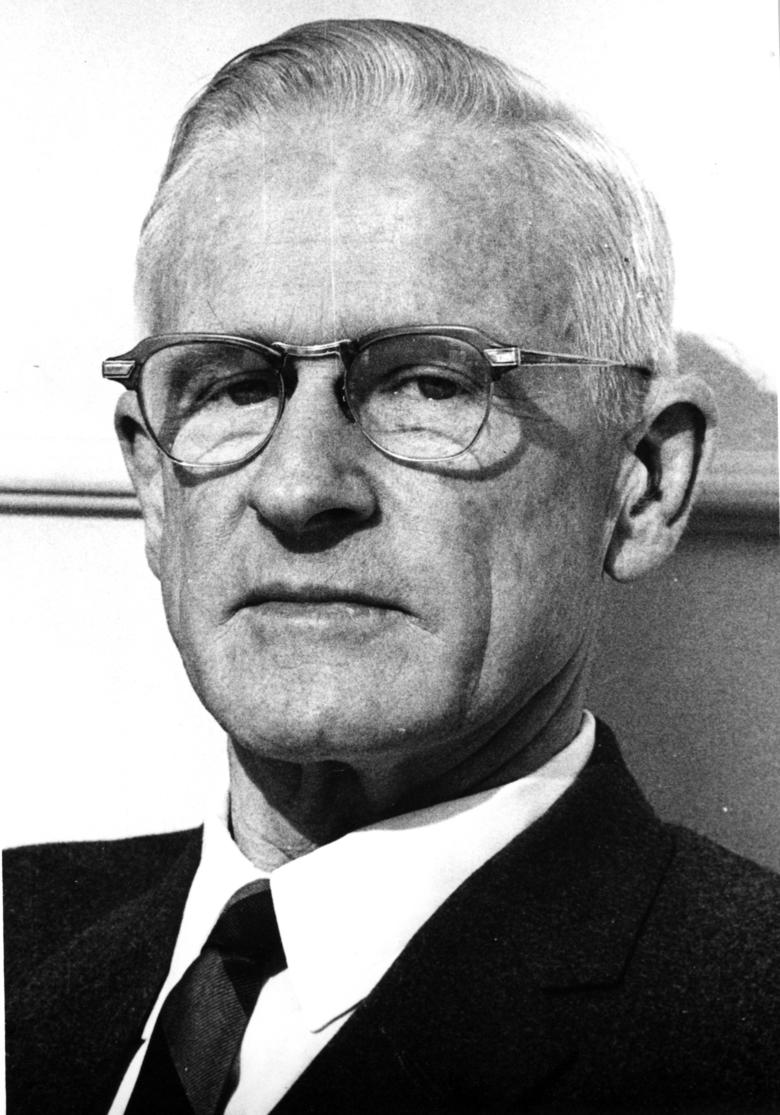
Winthrop G. Brown

Winthrop Gilman Brown (* 12. Juli 1907 in Seal Harbor, Maine; † 25. Mai 1987 in Washington, D.C.) war ein US-amerikanischer Diplomat, der unter anderem zwischen 1960 und 1962 Botschafter in Laos sowie von 1964 bis 1967 Botschafter in Südkorea war. 1969 wurde ihm der Titel Career Ambassador verliehen, der höchste Rang des diplomatischen Dienstes.

## Leben
Winthrop Gilman Brown, zweites von drei Kindern des Geistlichen William Adams Brown und dessen Ehefrau Helen Gilman Noyes Brown, begann nach dem Schulbesuch ein grundständiges Studium an der Yale University, das er 1927 mit einem Bachelor of Arts (B.A.) beendete. Ein darauf folgendes Studium der Rechtswissenschaften an der Law School der Yale University schloss er 1932 mit einem Bachelor of Laws (LL.B.) ab. Nach seiner darauf folgenden Zulassung bei der New York State Bar Association nahm er eine Tätigkeit als Rechtsanwalt in New York City auf. 1941 trat er als Foreign Service Officer in den diplomatischen Dienst des US-Außenministeriums und war bis 1945 Mitarbeiter der Mission von W. Averell Harriman sowie der Mission für wirtschaftliche Angelegenheiten in London. Im Anschluss war er zwischen 1945 und 1948 zunächst Leiter des Referats Handelspolitik, von 1948 bis 1951 Leiter des Referats Internationale Handelspolitik sowie schließlich zwischen 1951 und 1952 Leiter des Referats Internationale Materialpolitik im Außenministerium.
Im Anschluss war Brown fungierte er zwischen 1952 und 1956 als Erster Sekretär und Botschaftsrat an der Botschaft im Vereinigten Königreich sowie zugleich von 1955 bis 1956 als Direktor der Mission für Internationale Zusammenarbeit in London, ehe er im Anschluss zwischen 1957 und 1960 Botschaftsrat und Gesandter an der Botschaft in Indien war. Am 5. Juli 1960 wurde er zum Botschafter in Laos ernannt und übergab dort am 25. Juli 1960 als Nachfolger von Horace H. Smith sein Beglaubigungsschreiben. Er verblieb auf diesem Posten bis zum 28. Juni 1962 und wurde danach von Leonard S. Unger abgelöst. Nach seiner Rückkehr fungierte er zwischen 1962 und 1964 als stellvertretender Kommandant für Auswärtige Angelegenheiten des National War College (NWC) in Fort Lesley J. McNair.
Am 31. Juli 1964 wurde Winthrop Brown als Nachfolger von Samuel D. Berger zum Botschafter in Südkorea ernannt und übergab dort am 14. August 1964 seine Akkreditierung. Er verblieb auf diesem Posten bis zum 10. 1967 und wurde danach von William J. Porter abgelöst. Danach war er 1967 Sonderassistent von Außenminister Dean Rusk sowie im Anschluss zwischen 1968 und 1972 stellvertretender Leiter der Unterabteilung für Ostasien und Pazifik i Außenministerium (Deputy Assistant Secretary of State for East Asian and Pacific Affairs). Am 11. August 1969 wurde ihm der Titel Career Ambassador verliehen, der höchste Rang des diplomatischen Dienstes.
Winthrop Gilman Brown war mit Peggy Bell Brown verheiratet. Aus dieser Ehe gingen der Sohn Winthrop Noyes Brown sowie die beiden Töchter Julia Turrell und  Anne Rodgers hervor. Nach seinem Tode wurde er auf dem Rock Creek Cemetery in Washington, D.C. bestattet.

## Veröffentlichung
- United States foreign economic policy, 1948